# Guy Pearce
Guy Edward Pearce (Ely, 1967. október 5. –) Primetime Emmy-díjas brit–ausztrál színész, zenész és énekes-dalszerző.
Az 1980-as években a Szomszédok című ausztrál szappanoperában szerepelt. Ezt követően olyan filmekben tűnt fel, mint a Priscilla, a sivatag királynőjének kalandjai (1994), a Szigorúan bizalmas (1997), a Farkaséhség (1999), a Mementó (2000), a Monte Cristo grófja (2002), Az időgép (2002), Az út (2009), A bombák földjén (2009), A király beszéde (2010), Animal kingdom, a rettegés birodalma (2010), Prometheus (2012) és a Vasember 3. (2013).
2011-ben a Mildred Pierce című HBO-minisorozatban nyújtott alakítását Primetime Emmy-díjjal, továbbá Golden Globe-jelöléssel jutalmazták.

## Magánélete
1997 márciusában vette feleségül gyermekkori szerelmét, Kate Mestitz pszichológust. 2015 októberében Pearce megerősítette, hogy ő és Mestitz 18 év után véget vetettek házasságuknak.
Válása óta Carice van Houten holland színésznővel él párkapcsolatban: Monte nevű fiuk 2016 augusztusában született.

## Filmográfia

### Film
| Év   | Magyar cím                                   | Eredeti cím                                      | Szerep                                  | Magyar hang           |
| ---- | -------------------------------------------- | ------------------------------------------------ | --------------------------------------- | --------------------- |
| 1990 |                                              | Heaven Tonight                                   | Paul Dysart                             |                       |
| 1991 | Vadászat                                     | Hunting                                          | Sharp                                   |                       |
| 1994 | Priscilla, a sivatag királynőjének kalandjai | The Adventures of Priscilla, Queen of the Desert | Adam Whitely / Felicia Jollygoodfellow  | Alföldi Róbert        |
| 1994 | Priscilla, a sivatag királynőjének kalandjai | The Adventures of Priscilla, Queen of the Desert | Adam Whitely / Felicia Jollygoodfellow  | Fekete Zoltán         |
| 1994 | Priscilla, a sivatag királynőjének kalandjai | The Adventures of Priscilla, Queen of the Desert | Adam Whitely / Felicia Jollygoodfellow  | Markovics Tamás       |
| 1996 | Az ellenség bőrében                          | Dating the Enemy                                 | Brett                                   | Széles László         |
| 1997 | Flynn                                        | Flynn                                            | Errol Flynn                             | Weil Róbert           |
| 1997 | Szigorúan bizalmas                           | L.A. Confidential                                | Ed Exley                                | Széles Tamás          |
| 1998 |                                              | Brand New World                                  | Jimmy Compton                           |                       |
| 1999 | Farkaséhség                                  | Ravenous                                         | John Boyd százados                      | Bozsó Péter           |
| 1999 |                                              | A Slipping-Down Life                             | Drumstrings Casey                       |                       |
| 2000 | A bevetés szabályai                          | Rules of Engagement                              | Mark Biggs őrnagy                       | Háda János            |
| 2000 | Mementó                                      | Memento                                          | Leonard Shelby                          | Széles Tamás          |
| 2002 | Kemény meló                                  | The Hard Word                                    | Dale                                    | Bede-Fazekas Szabolcs |
| 2002 | Az időgép                                    | The Time Machine                                 | Alexander Hartdegen                     | Széles Tamás          |
| 2002 | Monte Cristo grófja                          | The Count of Monte Cristo                        | Fernand Mondego                         | Kamarás Iván          |
| 2002 | Míg hangod nem ébreszt                       | Till Human Voices Wake Us                        | Dr. Sam Franks                          | Dolmány Attila        |
| 2004 | Két testvér                                  | Two Brothers                                     | Aidan McRory                            | Selmeczi Roland       |
| 2004 | Két testvér                                  | Two Brothers                                     | Aidan McRory                            | Turi Bálint           |
| 2005 | Az ajánlat                                   | The Proposition                                  | Charlie Burns                           | Széles Tamás          |
| 2006 | A jóslat                                     | First Snow                                       | Jimmy Starks                            | Stohl András          |
| 2006 | Hullócsillag                                 | Factory Girl                                     | Andy Warhol                             | Fekete Zoltán         |
| 2008 | Houdini, a halál mágusa                      | Death Defying Acts                               | Harry Houdini                           | Széles Tamás          |
| 2008 | Houdini, a halál mágusa                      | Death Defying Acts                               | Harry Houdini                           | Zöld Csaba            |
| 2008 | Szárnyas teremtmények                        | Winged Creatures                                 | Dr. Bruce Laraby                        | Fekete Zoltán         |
| 2008 | Az áruló                                     | Traitor                                          | Roy Clayton                             | Széles Tamás          |
| 2008 | Esti mesék                                   | Bedtime Stories                                  | Kendall                                 | Kautzky Armand        |
| 2009 | A bőrödbe bújva                              | In Her Skin                                      | Mr. Barber                              | Széles Tamás          |
| 2009 | Az út                                        | The Road                                         | Veterán                                 | Magyar Bálint         |
| 2009 | A bombák földjén                             | The Hurt Locker                                  | Matt Thompson törzsőrmester             | Schmied Zoltán        |
| 2010 | A király beszéde                             | The King's Speech                                | VIII. Eduárd király                     | Schmied Zoltán        |
| 2010 | Animal Kingdom – A rettegés birodalma        | Animal Kingdom                                   | Nathan Leckie nyomozó                   |                       |
| 2011 |                                              | 33 Postcards                                     | Dean Randall                            |                       |
| 2011 | Ne félj a sötéttől!                          | Don't Be Afraid of the Dark                      | Alex Hirst                              | Debreczeny Csaba      |
| 2011 | A bosszú jogán                               | Seeking Justice                                  | Simon                                   | Seszták Szabolcs      |
| 2012 | Lockout – A titok nyitja                     | Lockout                                          | Marion Snow                             | Széles Tamás          |
| 2012 | Prometheus                                   | Prometheus                                       | Peter Weyland                           | Józsa Imre            |
| 2012 | Fékezhetetlen                                | Lawless                                          | Charley Rakes                           | Széles László         |
| 2013 | Kísértés                                     | Breathe In                                       | Keith Reynolds                          | Stohl András          |
| 2013 | Vasember 3.                                  | Iron Man 3                                       | Aldrich Killian                         | Stohl András          |
| 2013 | Gyűlölet, barátság                           | Hateship, Loveship                               | Ken Gaudette                            | Stohl András          |
| 2014 | Országúti bosszú                             | The Rover                                        | Eric                                    | Széles Tamás          |
| 2015 |                                              | Results                                          | Trevor                                  |                       |
| 2015 |                                              | Holding the Man                                  | Dick Conigrave                          |                       |
| 2015 |                                              | Lorne (rövidfilm)                                | Lorne                                   |                       |
| 2015 | Rideg világ                                  | Equals                                           | Jonas                                   | Harmath Imre          |
| 2016 | Géniusz                                      | Genius                                           | F. Scott Fitzgerald                     | Széles Tamás          |
| 2016 | Megtorlás                                    | Brimstone                                        | Tiszteletes                             |                       |
| 2017 | Alien: Covenant                              | Alien: Covenant                                  | Peter Weyland (stáblistán nem szerepel) | Kamarás Iván          |
| 2018 | ’75 nyara                                    | Swinging Safari                                  | Keith Hall                              | Czvetkó Sándor        |
| 2018 |                                              | The Catcher Was a Spy                            | Robert Furman                           |                       |
| 2018 | A gyilkosság filozófiája                     | Spinning Man                                     | Evan Birch                              | Makranczi Zalán       |
| 2018 | Két királynő                                 | Mary Queen of Scots                              | William Cecil                           | Pál Tamás             |
| 2019 | Dominó                                       | Domino                                           | Joe Martin                              | Széles Tamás          |
| 2019 | A megtévesztés művészete                     | The Last Vermeer                                 | Han van Meegeren                        | Tóth Roland           |
| 2020 |                                              | Disturbing the Peace                             | Jim Dillon                              |                       |
| 2020 | Bloodshot                                    | Bloodshot                                        | Dr. Emil Harting                        | Kaszás Gergő          |
| 2021 | A hetedik nap                                | The Seventh Day                                  | Peter Costello atya                     | Stohl András          |
| 2021 | Bűntudat nélkül                              | Without Remorse                                  | Thomas Clay titkár                      | Stohl András          |
| 2021 |                                              | Zone 414                                         | David Carmichael                        |                       |
| 2021 | Irány a vadon!                               | Back to the Outback                              | Frank (hangja)                          | Csőre Gábor           |
| 2022 | Gyilkos memória                              | Memory                                           | Vincent Serra                           | Széles Tamás          |
| 2022 | Pokoli gépezet                               | The Infernal Machine                             | Bruce Cogburn                           | Széles Tamás          |
| 2023 |                                              | The Convert                                      | Thomas Munro                            |                       |
| 2024 | Új nap kel fel                               | Sunrise                                          | Reynolds                                | Berzsenyi Zoltán      |
| 2024 | A brutalista                                 | The Brutalist                                    | Harrison Lee Van Buren                  | Széles Tamás          |

### Televízió
| Év        | Magyar cím                       | Eredeti cím                        | Szerep                 | Megjegyzések                                             |
| --------- | -------------------------------- | ---------------------------------- | ---------------------- | -------------------------------------------------------- |
| 1986–1989 | Szomszédok                       | Neighbours                         | Mike Young             | 497 epizód                                               |
| 1991      | Otthonunk                        | Home and Away                      | David Croft            | 12 epizód                                                |
| 1994–1996 | A fagyos folyó lovasa            | The Man from Snowy River           | Rob McGregor           | 65 epizód                                                |
| 1997      |                                  | The Devil Game                     | Michael                | tévéfilm                                                 |
| 1997      |                                  | Halifax f.p: Deja Vu               | Daniel & Richard Viney | tévéfilm                                                 |
| 2009      |                                  | Spicks and Specks                  | önmaga                 | kvízműsor (1 epizód)                                     |
| 2011      | Mildred Pierce                   | Mildred Pierce                     | Monty Beragon          | - minisorozat (5 epizód) - magyar hangja: - Széles Tamás |
| 2012      |                                  | Jack Irish: Bad Debts              | Jack Irish             | tévéfilm                                                 |
| 2012      | Jack Irish: Black Tide           |                                    | Jack Irish             | tévéfilm                                                 |
| 2014      | Sean, a csodaapa                 | Sean Saves the World               | Liam Stone             | 1 epizód                                                 |
| 2014      |                                  | Jack Irish: Dead Point             | Jack Irish             | tévéfilm                                                 |
| 2015      |                                  | Neighbours 30th: The Stars Reunite | önmaga                 | dokumentumfilm                                           |
| 2015      | Between a Frock and a Hard Place |                                    | önmaga                 | dokumentumfilm                                           |
| 2016      |                                  | The Wizards of Aus                 | Morgan Wright          | 1 epizód                                                 |
| 2016–2018 |                                  | Jack Irish                         | Jack Irish             | minisorozat (2 epizód)                                   |
| 2017      |                                  | When We Rise                       | Cleve Jones            | minisorozat (4 epizód)                                   |
| 2018      |                                  | The Innocents                      | Halvorson              | 8 epizód                                                 |
| 2019      | Karácsonyi ének                  | A Christmas Carol                  | Ebenezer Scrooge       | minisorozat                                              |
| 2021      |                                  | Advancing Australia                | önmaga                 | dokumentumsorozat                                        |
| 2021      | Easttowni rejtélyek              | Mare of Easttown                   | Richard Ryan           | minisorozat                                              |
| 2022      | Kém a csapatban                  | A Spy Among Friends                | Kim Philby             | főszereplő (6 epizód)                                    |
| 2023      | A szekta szökevénye              | The Clearing                       | Bryce Latham           | 8 epizód                                                 |

## Fordítás
- Ez a szócikk részben vagy egészben  a   Guy Pearce című angol Wikipédia-szócikk fordításán alapul.  Az eredeti cikk szerkesztőit annak laptörténete sorolja fel. Ez a jelzés csupán a megfogalmazás eredetét és a szerzői jogokat jelzi, nem szolgál a cikkben szereplő információk forrásmegjelöléseként.